# Kurt Herschel
Kurt Herschel (* 19. Oktober 1896 in Schmiedeberg; † 8. April 1979 in Holzhausen) war ein deutscher wissenschaftlicher Illustrator und Pflanzen- und Tierfotograf.

## Leben und Werk
Herschel wohnte ab etwa 1920 in Holzhausen.
In der Zeit des Nationalsozialismus war Herschel medizinischer Illustrator am Anatomischen Institut der Universität Leipzig. Dessen Direktor Hermann Voss erhielt über die Gestapo für anatomische Untersuchungen Leichen Hingerichteter.
Herschel zählte zu den bedeutenden deutschen Tierfotografen und wissenschaftlichen Zeichnern seiner Zeit. Er fotografierte für wissenschaftliche Zwecke insbesondere Insekten, Kleinsäugetiere, Schmetterlinge und Pilze und illustrierte mit Fotografien und Zeichnungen wissenschaftliche und populärwissenschaftliche Bücher, vor allem medizinische und botanische, von denen einige sehr hohe Auflagen bekamen. Außerdem war er Herausgeber solcher Literatur. Die populärwissenschaftliche Zeitschrift Urania veröffentlichte Beiträge mit Illustrationen Herschels. Mit seinen Arbeiten unterstützte Herschel auch universitäre Forschungseinrichtungen und u. a. Heinrich Dathe.
Das Mykologische Mitteilungsblatt schrieb ihm Nachruf „Herschel hat die Mykologie in der DDR mitgestaltet, abgesehen von allen anderen Verdiensten um medizinische Werke, Botanik, Lexika usw.“ 1953 wurde das mit 132 Tafeln Herschels im Kupfertiefdruck ausgestattete Buch von Manfred Koch Falter bei Tag und bei Nacht (Neumann Verlag, Radebeul) im Wettbewerb Schönste Bücher der DDR ausgezeichnet.
Herschel ist der Vater der wissenschaftlichen Zeichnerin Renate Welt-Herschel (* 1930).

## Werke (Auswahl)

### Bücher mit Illustrationen Herschels
- Hans Petersen: Grundriss der Histologie und mikroskopischen Anatomie des Menschen. Springer-Verlag, Berlin-Göttingen-Heidelberg, 1950
- Kurt Herschel und Christian Grunert: Vielfalt und Schönheit der Fruchtformen. Ziemsen Verlag, Wittenberg, 1958
- Alfred Birkfeld und Kurt Herschel (Hrsg.): Morphologisch-Anatomische Bildtafeln für die praktische Pilzkunde. Ziemsen Verlag, Wittenberg, 1961 (Bestandteil einer Mappenreihe)
- Fritz Stopp und Max Militzer: Grüne Doppelgänger. Deutscher Verlag der Wissenschaften, Berlin, 1960
- Gerritt Friese: Insekten. Taschenlexikon der Entomologie unter besonderer Berücksichtigung der Fauna Mitteleuropas. Bibliographisches Institut Leipzig, 1964
- Alfred Birkfeld und Kurt Herschel: Pilze – essbar oder giftig? Ziemsen Verlag, Wittenberg, u. a. 1966
- Max Clara u. a.:  Atlas der normalen mikroskopischen Anatomie des Menschen. Urban und Schwarzenberg, München, Berlin, Wien, 1974

### Fotografien für wissenschaftliche Zwecke
- Wiesenkuhschelle / Pulsatilla pratensis (um 1925)[3]
- Buchen-Streckfuß / Calliteara pudibunda (um 1930)[4]
- Pappelspinner / Leucoma salicis, Raupe (um 1930)[5]
- Herkules-Riesenkeule / Clavariadelphus pistillaris (vor 1931)[6]
- Seejungfer / Calopteryx ablendens Harr. (1932)[7]

## Ausstellungen (mutmaßlich unvollständig)
- 1979: Berlin, Ausstellungszentrum am Fernsehturm („Die Buchillustrationen in der DDR. 1949 – 1979“)